# Szürkehasú szaffó
A szürkehasú szaffó (Taphrolesbia griseiventris) a madarak (Aves) osztályának a sarlósfecske-alakúak (Apodiformes) rendjéhez és a kolibrifélék (Trochilidae) családjához tartozó Taphrolesbia nem egyetlen faja.

## Rendszerezése
A fajt Władysław Taczanowski lengyel zoológus  írta le 1883-ban, a Cynanthus nembe Cynanthus griseiventris néven.

## Előfordulása
Az Andokban, Peru nyugati részén honos. A természetes élőhelye szubtrópusi és trópusi hegyvidéki cserjések és szántóföldek.

## Megjelenése
Testhossza 17 centiméter.

## Életmódja
Nektárral táplálkozik.

## Külső hivatkozások
- Képek az interneten a fajról
- Xeno-canto.org